# Oreoneta
Oreoneta es un género de arañas araneomorfas de la familia Linyphiidae. Se encuentra en la zona holártica.

## Lista de especies
Según The World Spider Catalog 12.0:
- Oreoneta alpina (Eskov, 1987)
- Oreoneta arctica (Holm, 1960)
- Oreoneta banffkluane Saaristo & Marusik, 2004
- Oreoneta beringiana Saaristo & Marusik, 2004
- Oreoneta brunnea (Emerton, 1882)
- Oreoneta eskimopoint Saaristo & Marusik, 2004
- Oreoneta eskovi Saaristo & Marusik, 2004
- Oreoneta fennica Saaristo & Marusik, 2004
- Oreoneta fortyukon Saaristo & Marusik, 2004
- Oreoneta frigida (Thorell, 1872)
- Oreoneta garrina (Chamberlin, 1949)
- Oreoneta herschel Saaristo & Marusik, 2004
- Oreoneta intercepta (O. Pickard-Cambridge, 1873)
- Oreoneta kurile Saaristo & Marusik, 2004
- Oreoneta leviceps (L. Koch, 1879)
- Oreoneta logunovi Saaristo & Marusik, 2004
- Oreoneta magaputo Saaristo & Marusik, 2004
- Oreoneta mineevi Saaristo & Marusik, 2004
- Oreoneta mongolica (Wunderlich, 1995)
- Oreoneta montigena (L. Koch, 1872)
- Oreoneta punctata (Tullgren, 1955)
- Oreoneta repeater Saaristo & Marusik, 2004
- Oreoneta sepe Saaristo & Marusik, 2004
- Oreoneta sinuosa (Tullgren, 1955)
- Oreoneta tatrica (Kulczynski, 1915)
- Oreoneta tienshangensis Saaristo & Marusik, 2004
- Oreoneta tuva Saaristo & Marusik, 2004
- Oreoneta uralensis Saaristo & Marusik, 2004
- Oreoneta vogelae Saaristo & Marusik, 2004
- Oreoneta wyomingia Saaristo & Marusik, 2004